# Сиамское общество
Сиамское общество (тайск.:สยามสมาคมในพระบรมราชูปถัมภ์, англ.: Siam Society) — научное общество, основанное в Бангкоке в 1904 году. Главными задачами организации считаются сбор исторических хроник, изучение истории, культуры и искусства Сиама (с 1939 года — Таиланд), проведение археологических исследований, изучение антропологии и этнографии страны.
Штаб-квартира Сиамского общества находится в Бангкоке. Здесь находится научно-исследовательская библиотека, архив, лекционный зал. В штаб-квартире организации часто проводятся лекции: тайские и европейские исследователи выступают перед многочисленной аудиторией со своими докладами. Кроме того, Сиамское общество предлагает посетителям экскурсии по храмам и другим достопримечательностям Бангкока, которые имеют важное историческое и культурное значение.

## Состав и деятельность организации
Первоначально большую часть участников научного общества составляли европейские ученые, занимавшиеся изучением Таиланда. В 1938 году был издан указ, согласно которому таиландская молодежь могла платить лишь пятую часть взноса для того, чтобы состоять в Сиамском обществе. Это постановление способствовало увеличению числа участников организации, а также исполнило мечту многих выдающихся выпускников государственных университетов Таиланда (Университет Чулалонгкорна, Университета моральных и политических наук и др.), которые стремились найти свое место в научной элите Таиланда. В 1958 году число участников Сиамского общества превысило 600 человек, в 2016 году — около 2 тысяч человек. Сиамское общество входит в число авторитетных научных сообществ, посвятивших свою деятельность изучению региона Юго-Восточной Азии. В состав Сиамского общества входят выдающиеся ученые Европы и Азии, которые посвятили свою жизнь изучению истории, искусства, этнографии и литературы Сиама (Таиланда). Организация участвует в международных научных конгрессах и поддерживает связи с научными обществами по всему миру.
Сиамское общество имеет собственный печатный орган — «Журнал Сиамского общества» (The Journal of the Siam Society). В журнале публикуются статьи о климате, природе, численности населения, истории и культуре страны. Кроме того, в каждом выпуске «Журнала Сиамского общества» публикуются критические обзоры статей и книг азиатских и европейских ученых о Сиаме (Таиланд). В журнале печатаются материалы на тайском, английском, французском и немецком языках. В 2012 году архив журнала стал доступен на официальном сайте Сиамского общества.
Девиз Сиамского общества: «Знание порождает дружбу». Эта надпись на тайском языке обрамляет голову слона (символ Таиланда), которая размещена на обложке журнала «The Journal of the Siam Society». 

## Структура общества
Патроном Сиамского общества является король Таиланда, вице-патрон — один из принцев. Во главе организации стоит президент, который вместе с вице-патроном входит в специальный Совет Сиамского общества и руководит деятельностью организации. Бюджет Сиамского общества составляют членские взносы, пожертвования меценатов, доходы от продажи публикаций общества.